# Søndersø
Søndersø est une petite ville du centre du Danemark dont la population était de 3 024 habitants au 1er janvier 2010. Elle appartient depuis la réforme de 2007 à la municipalité de Nordfyn, au nord de l'île de Fionie dans la province du Danemark-du-Sud.

## Monuments et lieux remarquables
- Dallund